# Eupalamus flavoventralis
Eupalamus flavoventralis är en stekelart som beskrevs av Tohru Uchida 1926. Eupalamus flavoventralis ingår i släktet Eupalamus och familjen brokparasitsteklar. Inga underarter finns listade i Catalogue of Life.